# Team Fakta/1999
Deze pagina toont de renners en de resultaten van de Deense wielerploeg Team Fakta in het jaar 1999.

## Algemeen
| Sponsor - Fakta, een Deense supermarktketen Algemeen manager - Per Sandahl | Ploegleider - Peter Sejer Nielsen Assistenten - Bill Sejer Nielsen - Gunnar Asmussen | Fietsmerk - Asmussen |

## Renners
| Naam                  | Geboortedatum | Nationaliteit | Ploeg 1998 | # 01.01.1999 (Stand FICP/UCI Wereldranglijst) | # 31.10.1999 (Stand FICP/UCI Wereldranglijst) |
| --------------------- | ------------- | ------------- | ---------- | --------------------------------------------- | --------------------------------------------- |
| Allan-Bo Andresen     | 19.02.1973    | Denemarken    | neo-prof   | —                                             | —                                             |
| Christian Foghmar     | 18.05.1976    | Denemarken    | neo-prof   | —                                             | —                                             |
| Jimmy Hansen          | 08.02.1974    | Denemarken    | neo-prof   | —                                             | 1452                                          |
| Claus Michael Holm    | 27.06.1970    | Denemarken    | neo-prof   | —                                             | 1396                                          |
| Mikkel Holm           | 29.09.1978    | Denemarken    | neo-prof   | —                                             | —                                             |
| Lasse Jonasson        | 09.10.1977    | Denemarken    | neo-prof   | —                                             | —                                             |
| Lennie Kristensen     | 16.05.1968    | Denemarken    | neo-prof   | —                                             | 895                                           |
| René Lohse            | 02.03.1979    | Denemarken    | neo-prof   | —                                             | —                                             |
| Jacob Gram Nielsen    | 15.06.1976    | Denemarken    | neo-prof   | —                                             | 1269                                          |
| Peter Sejer Nielsen   | 10.12.1965    | Denemarken    | neo-prof   | —                                             | —                                             |
| Jan Erik Østergaard   | 20.02.1961    | Denemarken    | neo-prof   | —                                             | 923                                           |
| Marc Stegger Sørensen | 24.07.1975    | Denemarken    | neo-prof   | —                                             | —                                             |

## Overwinningen
- GP Bodson

Allan-Bo Andresen
- Ronde van Langkawi

1e etappe (A): Lennie Kristensen
1999 · 
2000 · 
2001 · 
2002 · 
2003